# Jochen Garbsch
Jochen George Garbsch  (* 4. Oktober 1936 in Ludwigshafen am Rhein; † 23. April 2003 in München) war ein deutscher provinzialrömischer Archäologe, der sich vor allem mit der Archäologie in den einstigen Römischen Provinzen Raetia und Noricum beschäftigte.

## Leben
Jochen Garbsch studierte an der Universität München, wo er 1965 promoviert wurde. Bis zum 1. Januar 1972 war er bei der Kommission zur vergleichenden Archäologie römischer Alpen- und Donauländer der Bayerischen Akademie der Wissenschaften angestellt und wechselte dann als Oberkonservator an die Prähistorische Staatssammlung in München.
Richtungsweisend sind seine Arbeiten sowohl durch seine akribisch-formenkundliche Arbeitsweise als auch durch die eigentlichen, bis heute zumeist gültigen Ergebnisse. Bedeutend ist unter anderem seine frühe Dokumentation zur Frauentracht des norisch-pannonischen Raumes im 1. und 2. Jahrhundert aufgrund erhaltener bildlicher Darstellungen von Grabsteinen und Grabfunden und seine Arbeiten zu Militaria und Militärgeschichte der Römer. Daneben verfasste er Beiträge zu provinzialrömischen Fundplätzen, schrieb für Ausstellungen umfangreiche geschichtliche Abrisse zu verschiedenen antiken Themen und beschäftigte sich in zahlreiche Aufsätzen und Büchern mit Studien zu unterschiedlichen Einzelthemen.
Am 30. April 2003 fand die Trauerfeier für Jochen Garbsch auf dem Münchener Ostfriedhof statt, an der zahlreiche Freunde und Kollegen teilnahmen.

## Veröffentlichungen (Auswahl)
- Die norisch-pannonische Frauentracht im 1. und 2. Jahrhundert. C. H. Beck, München 1965 (Dissertation).
- (Hrsg.): Der Moosberg bei Murnau. Aus dem Nachlass von Paul Reinecke, F. Wagner und N. Walke bearbeitet und herausgegeben von Jochen Garbsch. C. H. Beck, München 1966.
- Der spätrömische Donau-Iller-Rhein-Limes. Gesellschaft für Vor- und Frühgeschichte in Württemberg und Hohenzollern, Stuttgart 1970.
- (Hrsg.): Römische Paraderüstungen. Ausstellungskatalog des Germanischen Nationalmuseums Nürnberg und der Prähistorischen Staatssammlung München. C. H. Beck, München 1978, ISBN 3406072593.
- mit Michael Mackensen: Zur spätantiken Keramik aus Nordafrika (= Rei Cretariae Romanae Fautores Acta Supplementa. 5.) Augst/Kaiseraugst 1980.
- Terra Sigillata. Ein Weltreich im Spiegel seines Luxusgeschirrs (= Ausstellungskataloge der Prähistorischen Staatssammlung München. Band 10). München 1982, ISBN 3927806056.
- Mann und Roß und Wagen. Transport und Verkehr im antiken Bayern (= Ausstellungskataloge der Prähistorischen Staatssammlung München. Band 13). München 1986, ISBN 3927806048.
- mit Peter Kos: Zwei Schatzfunde des frühen 4. Jahrhunderts. Das spätrömische Kastell Vernania bei Isny. C. H. Beck, München 1988, ISBN 3406333036.
- mit Bernhard Overbeck: Spätantike zwischen Heidentum und Christentum (= Ausstellungskataloge der Prähistorischen Staatssammlung München. Band 17). München 1990, ISBN 3927806005.
- mit Gisela Zahlhaas, Hans P. Uenze (Hrsg.): Spurensuche. Festschrift für Hans-Jörg Kellner zum 70. Geburtstag. Laßleben, Kallmünz 1991, ISBN 3784751822.
- mit Rainer Braun, Thomas Fischer: Der römische Limes in Bayern. 100 Jahre Limesforschung in Bayern (= Ausstellungskataloge der Prähistorischen Staatssammlung München. Band 22). München 1992, ISBN 3-927806-13-7